# Lega Nord
De Lega Nord (Liga Noord), tegenwoordig kortweg Lega, is een Italiaanse separatistische partij, die ontstaan is uit de oorspronkelijke Lega Lombarda en andere regionale partijen uit Noord- en Midden-Italië. De Lega Lombarda werd geleid door Umberto Bossi, die op lokaal politiek niveau (letterlijk op een stoel in het plaatselijk café) de Lombardijnse bevolking opriep zich af te scheiden, of in ieder geval zich af te zetten, tegen het geldverkwistende bestuur in Rome. Daarbij werd gezinspeeld op de gevoelens van de bevolking in het noorden van Italië, waarbij werd gesteld dat de hardwerkende bevolking van Lombardije veel geld moest afstaan aan het regeringscentrum in Rome, waar het geld inefficiënt werd ingezet. 'Roma ladrona', 'Rome de dief', was de uitspraak.
Na behoorlijke successen bij lokale en regionale verkiezingen werd de Lega Lombarda uitgebreid tot de Lega Nord, die het gehele noorden wilde afscheiden van de rest van het land, en er een onafhankelijke staat Padania van wilde maken. De Lega Nord heeft van meerdere Italiaanse regeringen deel uitgemaakt. Sinds 2013 is Umberto Bossi vervangen door de huidige partijleider Matteo Salvini. Van juni 2018 tot september 2019 vormde Lega samen met de Vijfsterrenbeweging de regering van Italië en was Salvini de vicepremier en minister van Binnenlandse Zaken.

## Ontstaansgeschiedenis
De Lega Lombarda werd door Umberto Bossi in de jaren 80 opgericht. Bossi wierf aanhang voor zijn partij door mond-tot-mondreclame: men ging onder andere naar cafés en clubs om mensen daar ter plekke te overtuigen van hun zaak. Het bleek effectief genoeg om er bij lokale verkiezingen in de provincie Varese voor te zorgen dat de toen nog vrij obscure partij 2,5% van de stemmen kreeg, waarop zij voor het eerst deelnam aan provinciaal bestuur.
In het begin van de jaren 80 was de Lega Lombarda een nog vrij onbeduidende beweging die zich inzette voor het behoud van de lokale traditie, zoals gebruik van het lokale dialect. Verder wilde het dat Lombardije een aparte constitutionele status zou krijgen, zoals dat bij regio's met een aanzienlijke non-Italiaanse minderheid (Trentino-Zuid-Tirol, Valle d'Aosta en Friuli-Venezia Giulia) al het geval was.
De boodschap en de manier waarop deze verspreid werd, sloeg goed aan en bij de nationale verkiezingen in 1987 waren er voldoende stemmen om ervoor te zorgen dat de Lega Lombarda een vertegenwoordiger in de Camera dei deputati, de Italiaanse Tweede Kamer, kreeg en dat Bossi zelf zitting kon nemen in de Senaat. Deze functie leidde tot Bossi's bijnaam Il Senatùr, wat in zijn dialect het woord voor senatore (senator) is. Bossi's intrede in de nationale politiek vond plaats op een moment dat het politieke systeem van de naoorlogse jaren steeds meer onder druk kwam te staan, onder andere doordat bekend werd dat er jarenlang grootschalige corruptie bedreven was door de heersende politieke klasse. Dit corruptieschandaal werd bekend onder de naam Tangentopoli. Een belangrijke factor in het succes van de Lega Lombarda was dat ze bekendstond als een protestpartij die duidelijk afstand nam van de politieke elite en de corrupte praktijken veroordeelde. Andere belangrijke thema's van de partij waren dat men in Zuid-Italië zou leven van het geld dat in het noorden door hard werken verdiend werd, dat het slechte bestuur van de politieke partijen kleine ondernemingen dreigde te belemmeren en dat Italië tegen de wil van zijn bevolking in veranderde in een multiculturele samenleving door de massa-immigratie vanuit de Maghreb en later ook vanuit Albanië.
Voor de Europese verkiezingen in 1989 werd besloten een samenwerking met andere noordelijke partijen aan te gaan. De samenwerking was een dusdanig succes dat in december van hetzelfde jaar bij het jaarlijkse congres van de Lega Lombarda werd besloten dat deze partijen (Lega Lombarda, Liga Veneta, Piemont Autonomista, L'Union Ligure, La Lega Emilia-Romagnola en Alleanza Toscana) een confederale alliantie genaamd Lega Nord zouden vormen.

## Het electoraat van de Lega Nord
De mensen die op de Lega Nord stemmen, zijn overwegend jong, mannelijk en afkomstig uit de (lagere) middenklasse en arbeidersklasse. Kenmerkend voor aanhangers van de Lega Nord is dat ze vaak zijn blijven wonen in het dorp waar ze geboren en opgegroeid zijn en dat een groot deel een eigen onderneming heeft. Het grootste deel van het electoraat is afkomstig uit de middenklasse en werkt in de private sector. Sympathisanten van de Lega Nord zijn vaak intolerant tegenover Zuid-Italianen en buitenlanders, voelen zich sterk lokaal gebonden en verlangen van de bureaucratische staat meer efficiëntie.
Voor de politieke crisis van '92-'94 stemde het electoraat van de Lega Nord overwegend op de Democrazia Cristiana (DC) en in die delen van Noord-Italië waarin de DC van oudsher de grootste partij was, heeft de Lega Nord nu vaak een vrij grote aanhang verkregen. De karakteristieken van deze gebieden zijn een relatief hoog niveau van economische ontwikkeling, weinig immigratie, een grote middenklasse en het grootste deel van de inwoners woont in kleine steden of dorpen. De Lega Nord doet het goed in de oostelijke delen van Noord-Italië waar de economische infrastructuur door industriële districten en een groot aandeel van het midden- en kleinbedrijf gekenmerkt wordt De mensen in deze gebieden voelden zich in toenemende mate verraden door de DC die als regeringspartij hogere belastingen doorvoerde, maar weinig aan de bureaucratie en inefficiëntie van het politieke systeem deed en er was een verlangen naar meer regionale autonomie. De Lega Nord profileerde zich succesvol als beschermer van het mkb en protesteerde tegen de hogere belastingen met het vooroordeel dat dit geld alleen het zuiden ten goede zou komen. Hiermee wist het de onvrede onder veel Noord-Italianen te verwoorden en politiek te vertegenwoordigen. Daarbij komt dat na de val van het wereldcommunisme het voor de bevolking niet langer noodzakelijk was op de DC te stemmen teneinde te voorkomen dat de Italiaanse Communistische Partij (PCI) de grootste partij zou worden, omdat deze partij (of de PDS die eruit voortgekomen is) geen schrikbeeld meer vormde. Er kwam meer ruimte om anders te stemmen.
De waarden en opvattingen van veel Lega Nord sympathisanten en stemmers komen neer op intolerantie t.o.v. Zuid-Italianen en buitenlanders, afkeer van de publieke sector i.c.m. waardering voor de private sector, verlangen naar meer institutionele en administratieve efficiëntie, lokale gebondenheid en antipolitieke sentimenten.

## In het kabinet-Berlusconi I
In 1994 besloot Silvio Berlusconi met zijn nieuwe partij, Forza Italia, aan de volgende nationale verkiezingen deel te nemen. Omdat bekend was dat Berlusconi het altijd goed had kunnen vinden met het politieke establishment en hij in het bijzonder een goede vriend was van Bettino Craxi, de leider van de Italiaanse Socialistische Partij (PSI), waarvan toen bekend was geworden dat hij zeer corrupt was, was een aanzienlijk deel binnen de Lega Nord tegen samenwerking met Forza Italia bij de verkiezingen. De Lega Nord profileerde zich immers als een protestpartij, een partij tegen de oude politieke elite. Anderzijds bestond er een aannemelijke kans dat Berlusconi veel kiezers bij de Lega Nord weg zou trekken en Bossi besloot een samenwerking aan te gaan. In 1994 sloten de Lega Nord en Forza Italia een electoraal pact onder de naam Polo della Libertà: de meerderheid van de kandidaten in Noord-Italië zou aan de Lega Nord toegewezen worden, maar in ruil daarvoor zou haar enorme activistennetwerk zich inzetten voor Berlusconi en zou hij als coalitieleider geaccepteerd worden. Een soortgelijk pact sloot Berlusconi ook in Zuid-Italië met de Alleanza Nazionale (AN) die voorheen als de Movimento Sociale Italiano (MSI) bekendstond, de neofascistische partij in Italië.
Politiek rechts onder Berlusconi behaalde een enorme verkiezingsoverwinning in 1994 en de Lega Nord, Forza Italia en Alleanza Nazionale gingen samen regeren in het kabinet-Berlusconi I. Dit was niet noodzakelijkerwijs een logische regeringscombinatie: de Lega Nord en AN waren twee hele verschillende partijen. De Lega Nord was voor een federaal Italië, wilde privatisering, bezuinigingen en minder belastingen; de AN wilde daarentegen een sterk, gecentraliseerd Italië. De Lega Nord ging de samenwerking aan, maar op bepaalde voorwaarden. Het hoofddoel van de regering moest een federalistische hervorming zijn, Berlusconi zou niet zowel premier als het hoofd van het grootste mediaconglomeraat in Italië mogen zijn, er moest privatisering plaatsvinden en er zouden maatregelen genomen moeten worden om verspilling van geld en fraude in de publieke sector tegen te gaan, alsook de fiscale druk op het midden- en kleinbedrijf te verminderen.
Aan de eisen van de Lega Nord werd tijdens de regeerperiode niet voldaan: Berlusconi nam niet alleen geen afstand van zijn mediaconglomeraat, hij vergrootte daarnaast als premier zijn invloed op de RAI, de Italiaanse staatstelevisie, door binnen de RAI zijn eigen mensen te benoemen. Plannen voor meer regionale autonomie werden door de AN tegengehouden en Berlusconi’s benadering van privatisering was te liberaal naar de smaak van de Lega Nord. In december 1994 kwam er reeds een einde aan de regering-Berlusconi I toen de Lega Nord o.l.v. Bossi brak met Berlusconi. Bossi werd daarna een criticus van Berlusconi voor wie hij ook de bijnaam BerlusKaiser (Berluskeizer) bedacht.

## De beweging naar rechts en Padania
De Lega Nord wordt als sinds zijn ontstaan vaak aangeduid als een partij die erg rechts of zelfs extreemrechts is. Toch heeft de Lega Nord op dit vlak een grote ontwikkeling ondergaan: in de eerste jaren van de partij voldeed het niet aan veel karakteristieken van extreemrechtse partijen zoals extreem nationalisme, etnocentrisme, anticommunisme, antipluralisme, militarisme, antiparlementarisme, antiamerikanisme en de roep om een sterke leider.
De Lega Nord begint als een partij die zich sterk inzet voor federalisme en is niet extreem nationalistisch. Daarbij staat het positief tegenover de Europese Unie, waarmee het zich meer identificeert dan met Zuid-Italië. Anticommunistisch is de partij allerminst te noemen: Bossi was weliswaar niet altijd positief over de grote communistische partij in Italië, de PCI, maar heeft wel bewondering voor het leiderschap ervan geuit en de Lega Nord heeft bepaalde partijstructuren van de PCI overgenomen. Ook militarisme is geen kenmerk van de partij: het was deels vanuit pacifistische principes tegen de Golfoorlog en Bossi zelf is een bewonderaar van Gandhi en zijn vreedzame protesten. Tot 1996 was de Lega Nord een partij die weliswaar enkele overeenkomsten toonde met extreemrechtse partijen m.n. door haar anti-immigratiehouding en door de manier waarop de partij was georganiseerd, maar kan zij eigenlijk niet als een extreemrechtse partij gezien worden.
Er vond een omslag plaats in de partij met de uitvinding van Padania, een onafhankelijke staat die het huidige Noord-Italië zou omvatten. De Lega Nord nam geen genoegen meer met federalisme, maar werd separatistisch toen het zich in ging zetten voor een eigen staat. De partij ging zich ook afzetten tegen de EU die aangeduid werd als een bureaucratisch instituut dat door de belangen van lobbies, het kapitalisme en linkse partijen beheerst werd. De partij verkondigde meer typisch rechts-extremistische thema's zoals antiamerikanisme, ze waren tegen globalisering en er werd steeds heftiger tegen immigranten geprotesteerd. In een pamflet uit 1998 stelde de partij bijvoorbeeld een vijfpuntenplan op waarin zij o.a. ervoor pleitten dat buitenlanders geen stemrecht mogen krijgen en multiculturalisme niet op scholen onderwezen mag worden. Toen Roberto Maroni van de Lega Nord in het kabinet-Berlusconi IV minister van Binnenlandse Zaken werd, riep hij op tot een strenger immigratiebeleid en probeerde hij omstreden maatregelen in te voeren zoals het verplicht laten afnemen van vingerafdrukken bij Roma in Italië.
Het is wel gesuggereerd dat de hardere politieke lijn die de Lega Nord heeft ingenomen niet zozeer ideologisch, als wel opportunistisch van aard is. Waar de Lega Nord eerst nog vernieuwend was als voorstander van federalisme en privatisering, zijn deze thema's door de meeste grote partijen in Italië overgenomen. De extremere toon moest helpen een nieuwe doelgroep aan te spreken om daar meer stemmen te krijgen.

## In het kabinet-Berlusconi II en III
Na de val van de regering-Berlusconi I kwam er een technocratische tussenregering onder leiding van Lamberto Dini, een voormalig gouverneur van de Banca d'Italia en is daarna tot 2001 geregeerd door l'Ulivo (de Olijfboom), een centrumlinks blok, dat regeerde van 1996 tot 2001. Bij de verkiezingen in 2001 nam de Lega Nord deel aan de partijenalliantie Casa della Libertà (Huis van de Vrijheden). De Lega Nord nam vervolgens deel aan de regering van Berlusconi, hoewel de partij bij de verkiezingen niet goed gescoord had en slechts 3,9 procent van de stemmen haalde.
In het kabinet-Berlusconi II trad Bossi toe als minister van Nationale Hervorming (11 juni 2001). In 2003 dreigde hij met een regeringscrisis wegens de toestroom van Asielzoekers en illegale immigratie op Lampedusa. Op 11 maart 2004 kreeg Bossi een ernstige beroerte. Bossi trad nadien af als minister. Hij werd echter in 2004 in het Europees Parlement gekozen. Sinds zijn beroerte is zijn spraak ernstig achteruitgegaan.
In 2005 volgde er een regeringscrisis toen vier ministers van de partij Unie van het Centrum (UDC) hun ontslag vroegen, omdat zij ontevreden waren over het feit dat Berlusconi de koers van de regering niet aan wilde passen. Men verwachtte dat hij af zou treden na een onderhoud met de Italiaanse president, maar hij kreeg de opdracht een nieuwe regering, het kabinet-Berlusconi III, te vormen, waaraan de Lega Nord opnieuw deelnam.

## Verkiezingen 2006
Voor de parlementsverkiezingen van 2006 was Lega Nord een alliantie aangegaan met de Movimento per l'Autonomia van Raffaele Lombardo, een Europarlementariër die vroeger lid was van de UDC. De Movimento per l'Autonomia streeft naar autonomie van Zuid-Italië. Enerzijds is de alliantie verrassend, vooral omdat Lega Nord soms nogal afgeeft op het "corrupte" zuiden; anderzijds is de alliantie weer niet zo vreemd: Beide partijen streven naar een federaal Italië met grote autonomie voor de regio's.
De alliantie Lega Nord-Movimento per l'Autonomia (Patto per le autonomie) verkreeg bij de parlementsverkiezingen van 2006 4,58% van stemmen in de Kamer van Afgevaardigden, goed voor 26 afgevaardigden. In de Senaat verkreeg de alliantie 4,40% van de stemmen, goed voor 13 senatoren.

## In het kabinet-Berlusconi IV
Na de val van de regering-Prodi II op 24 februari 2008 werden nieuwe verkiezingen uitgeschreven. Ook werd een nieuwe centrumrechtse partij opgericht, genaamd het Volk van de Vrijheid (PdL). Lega Nord besloot samen te werken met de PdL en Movimento per l'Autonomia. De verkiezingen waren een groot succes voor de partij. Zo verdubbelde de partij in het Huis van Afgevaardigden het aantal stemmen, van 4,58% naar 8,297%. De partij kreeg 60 zetels. In de Senaat kreeg de partij 8,062% van de stemmen, ook een winst ten opzichte van vorig jaar. De partij kreeg in de Senaat 25 zetels. Dankzij de overwinning van Lega Nord won de coalitie van Silvio Berlusconi de verkiezingen van Walter Veltroni's Democratische Partij.
De belangrijkste vertegenwoordiger van de LN in de nieuwe regering van het kabinet-Berlusconi IV werd Roberto Maroni op Binnenlandse Zaken, waarmee de Lega Nord een sleutelpositie verwierf in het immigratiebeleid. Immigratie was ook een belangrijk thema tijdens de verkiezingen: Bossi vertolkte de gevoelens van veel Italianen door een stop op illegale immigratie te eisen. Maroni kreeg in mei 2009 een nieuwe immigratiewet door het parlement, waarin illegale immigratie een misdaad werd. Uitzetting van illegalen werd veel gemakkelijker.

## Lega
Het immigratiebeleid werd nog drastischer toen in 2013 een nieuwe partijleider, Matteo Salvini aantrad. Dit was het gevolg van een corruptieaffaire in april 2012, toen schimmige financiële transacties van de partij in Malta, Cyprus en Tanzania aan het licht kwamen. Behalve de penningmeester stapten ook partijleider Umberto Bossi en zijn zoon en beoogd opvolger Renzo Bossi op.
Onder Salvini werd de naam ingekort tot "Lega", en de partij koerste niet langer aan op een opdeling van Italië. Met een programma van belastingverlaging en het weren van illegale immigratie won de Lega eerst de lokale verkiezingen van 2015 en vervolgens de landelijke verkiezingen van 2018. Samen met de andere winnaar, de links-populistische Movimento 5 Stelle van Beppe Grillo vormde de Lega een regering, waarin Salvini vicepremier en minister van binnenlandse zaken werd.

## Symboliek van de Lega Nord
De Lega Nord is een partij die veel gebruik maakt van symbolen.
Volgens Bossi zijn de Noord-Italianen eigenlijk geen Romanen, maar stammen ze af van de Kelten. Het Keltendom wordt dan ook verheerlijkt door Bossi en Lega Nord-activisten o.a. door symboliek. De strijder die afgebeeld staat op het logo van de Lega Nord is 12e-eeuwse strijder Alberto da Giussano, die ooit de Lombardijnse stadstaten verdedigde tegen keizer Frederik I, ook bekend als Frederik Barbarossa.

Lega Nord eist de onafhankelijkheid voor de Padanese Regio's van Italië, en wordt ook vaak geassocieerd met de officieuze vlag van Padanië, De Ster van de Alpen, een oud Keltisch symbool.

## Uitslagen
Deze sectie behoeft uitbreiding.
| Jaar                                                                                          | parlement                       | %           | zetels |
| --------------------------------------------------------------------------------------------- | ------------------------------- | ----------- | ------ |
| 1994                                                                                          | Kamer van Afgevaardigden Senaat | 8,4 -       | 117 60 |
| 1996                                                                                          | Kamer van Afgevaardigden Senaat | 10,1 -      | 59 27  |
| 2001                                                                                          | Kamer van Afgevaardigden Senaat | 3,9 -       | 30 17  |
| 2006 (alliantie Lega Nord-Movimento per l'Autonomia)                                          | Kamer van Afgevaardigden Senaat | 4,58 4,40   | 26 13  |
| 2008 (Federatie met het Volk van de Vrijheid, en een alliantie met Movimento per l'Autonomia) | Kamer van Afgevaardigden Senaat | 8,297 8,062 | 60 25  |

| Jaar | parlement          | %    | zetels |
| ---- | ------------------ | ---- | ------ |
| 1994 | Europees Parlement | 6,6  | 6      |
| 1999 | Europees Parlement | 4,5  | 4      |
| 2004 | Europees Parlement | 5,0  | 4      |
| 2009 | Europees Parlement | 10,2 | 9      |